# (2240) Tsai
(2240) Tsai (1978 YA) – planetoida z pasa głównego asteroid okrążająca Słońce w ciągu 5,59 lat w średniej odległości 3,15 au. Odkryta 30 grudnia 1978 roku.